# Куркин, Сергей Александрович
Курки́н Серге́й Алекса́ндрович (1915, Москва — 1998, Москва) — советский и российский учёный, доктор технических наук, профессор, специалист в области технологии производства и прочности сварных конструкций.

## Биография

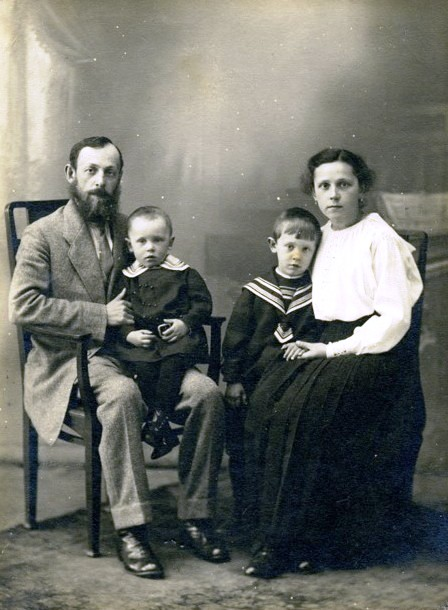
Куркины (слева направо): Александр Петрович, Сергей, Борис, Евдокия Павловна. 1918 г.

Родился 9 октября 1915 года в Москве, в старообрядческой, купеческой семье. После Октябрьского переворота его отец, Александр Петрович Куркин, поверив известным словам заместителя наркома земледелия Валериана Осинского на X конференции РКП(б) 26 мая 1921 г., повторенным и дополненным В. И. Лениным:329-332: «НЭП — это всерьёз и надолго», вернулся к торговле. Однако свёртывание новой экономической политики привело к росту налогов, которые он не выдержал. Лавку у него отобрали и выслали в Ржев, где, не найдя работы, он заболел и умер. Заботы о семье, в которой росло ещё два сына, старший Борис и младший Константин, полностью легли на плечи матери, Евдокии Павловны (Бобковой).

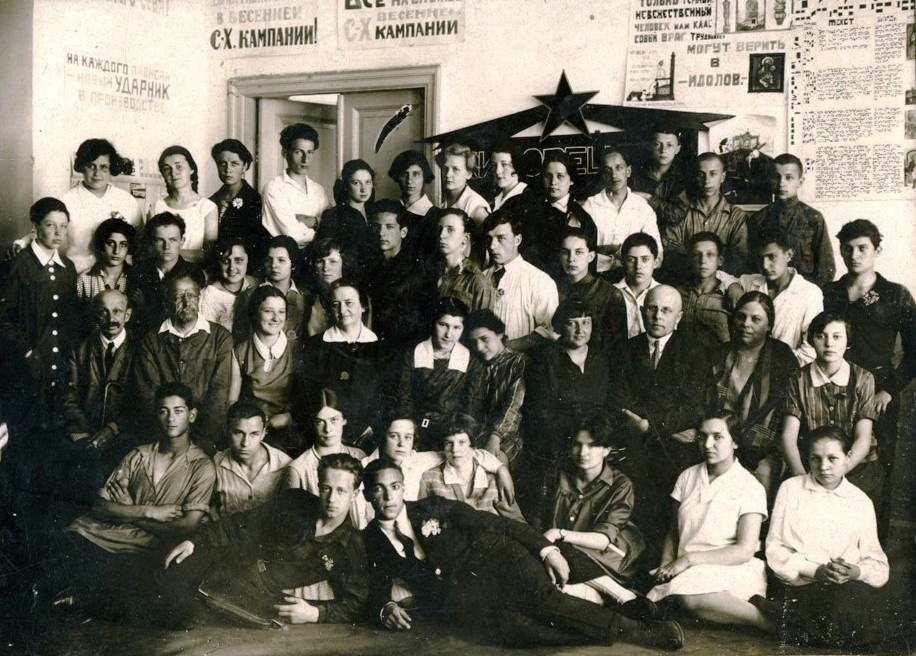
Выпускной класс С. Куркина в семилетке. 1929 г.

Сергей Куркин начал трудовую деятельность в 15 лет, закончив неполную среднюю школу — семилетку. Причиной тому были, как сложность материального положения, так и то, что по Конституции РСФСР 1918 и 1925 годов, семьи частных торговцев, к которым относился и отец Сергея, лишались избирательных прав, не могли обучаться в старших классах школы и в ВУЗах. Аттестат о среднем образовании Сергей смог получить лишь сдав экзамены экстерном. А первой работой стало составление домовых поэтажных планов в Государственной инвентаризационной конторе.
В 1936 году, после снятия с лишенцев запрета обучения в ВУЗах, поступил в МММИ им. Н. Э. Баумана на специальность «Тепловозы».
К началу Великой Отечественной войны, окончил 5-й курс. Без защиты дипломной работы он и его однокурсники получили дипломы инженеров и были распределены на производство. С. А. Куркин попал на Коломенский завод, откуда после года работы был призван в армию и направлен в военное училище города Астрахань.

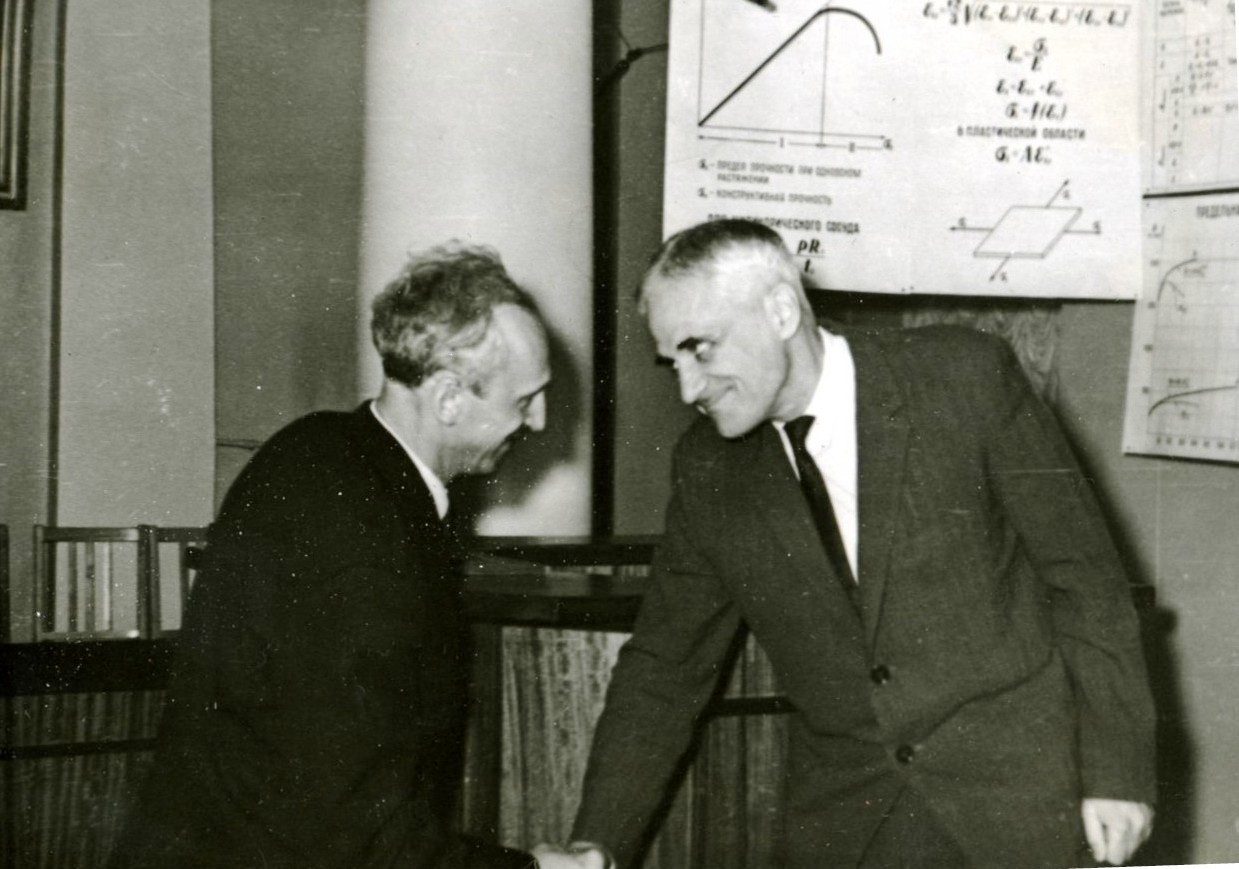
Г. А. Николаев (справа) поздравляет С. А. Куркина с защитой докторской диссертации. 27 мая 1965 г.

В декабре 1942 года по окончании училища, он попал на фронт, в Крым. Был легко ранен. После освобождения Крыма его воинская часть стояла на турецкой границе, где и встретила конец войны.
В 1947 году, после демобилизации в звании капитана, защитил дипломный проект, тем самым полностью завершив обучение. Вся его дальнейшая деятельность была связана с кафедрой МВТУ «Машины и автоматизация сварочных процессов».
В 1952 году защитил диссертацию кандидата технических наук, а в 1965 году — доктора. Позже, его докторская работа, посвящённая прочности сварных топливных баков ракет, вышла отдельным изданием. В 1967 году С. А. Куркин был избран на должность профессора МВТУ им. Н. Э. Баумана.

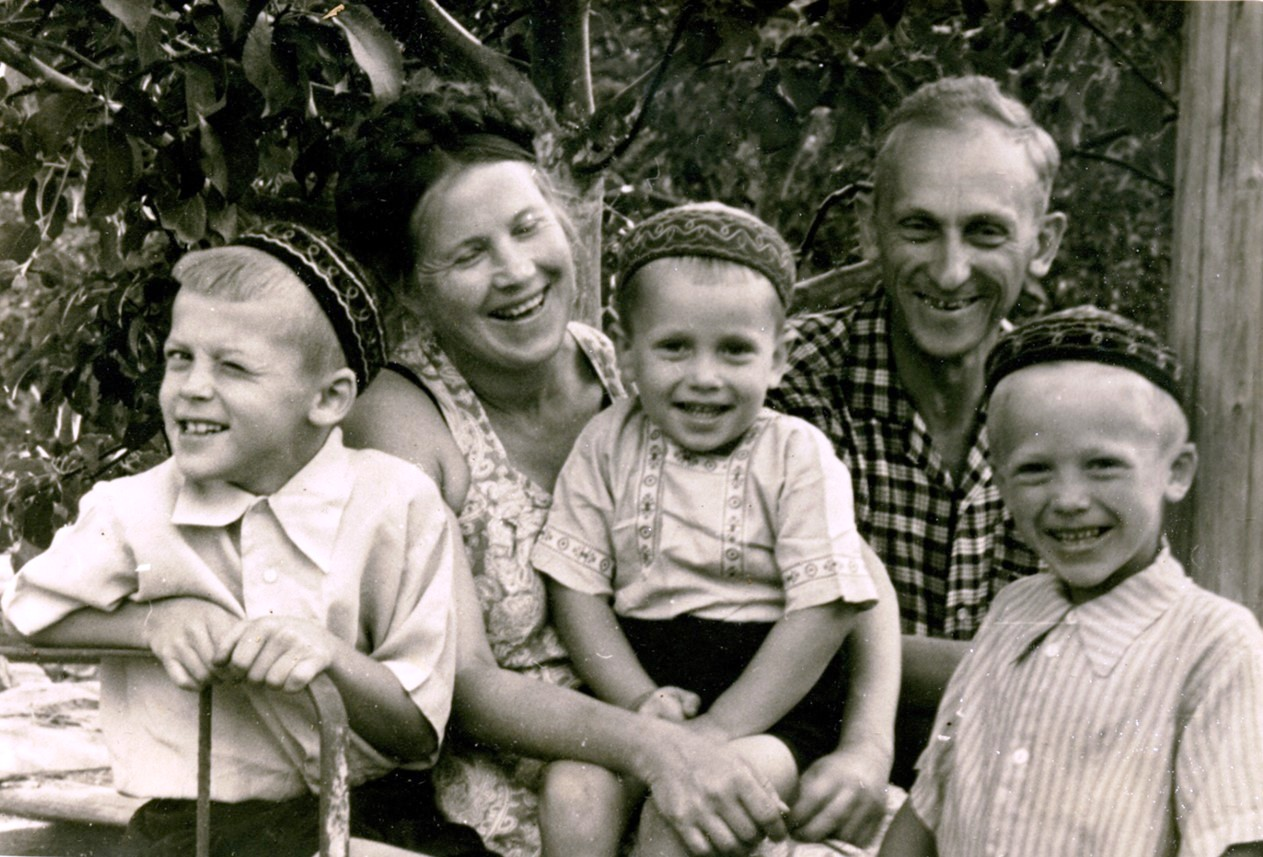
Семья Куркиных (слева направо) — Алексей, Татьяна Николаевна, Борис, Сергей Александрович, Николай. 1961 г.

Умер в Москве 21 апреля 1998 года, на следующий день после защиты докторской диссертации старшего сына Алексея. Похоронен в Москве на Рогожском кладбище рядом со своим учителем академиком Г. А. Николаевым.

## Основные научные результаты
Основные научные результаты С. А. Куркина относятся к следующим областям теории сварки:
- Разработаны новые и систематизированы существующие, традиционно используемые методы расчёта прочности сварных соединений и проектирования сварных конструкций, что получило отражение в многократно переизданных учебниках и учебных пособиях для вузов.
- Теоретически обоснованы и экспериментально подтверждены методы оценки работоспособности сварных соединений и конструкций с позиций возможного снижения фактической конструкционной прочности из-за возникновения и роста трещин, как на стадии изготовления, так и в процессе дальнейшей эксплуатации. С этой целью, попутно были созданы оригинальные испытательные установки, позволяющие определять критерии прочности, пластичности и механики разрушения.
- Исследованы закономерности роста поверхностных трещин, что позволило установить условия корректного определения основных критериев механики разрушения и граничных температур вязко-хрупкого перехода, а также разработать рекомендации по оценке работоспособности стыковых соединений оболочковых конструкций при наличии не сквозного дефекта.
- Теоретически обоснованы и экспериментально подтверждены методы устранения и предотвращения коробления тонкостенных сварных элементов путём пластического деформирования зоны соединения роликами как в процессе, так и после сварки.

Кроме того, 26 его аспирантов защитили кандидатские диссертации, трое из которых стали докторами наук, а один, Гуань Цяо, академиком Китайской инженерной академии.

## Основные публикации

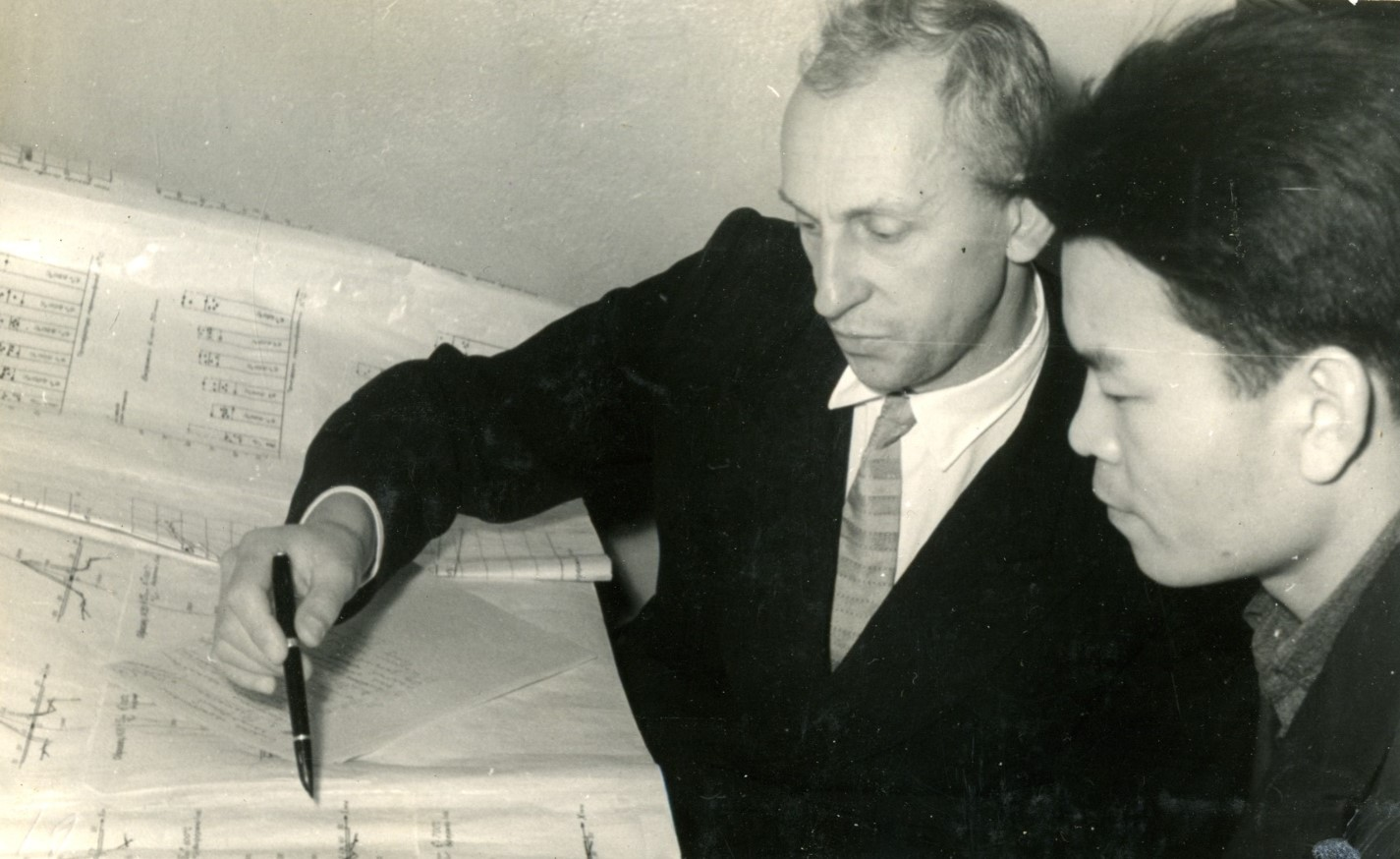
С. Куркин консультирует Гуань Цяо, будущего академика Китайской инженерной академии. 1961 г.

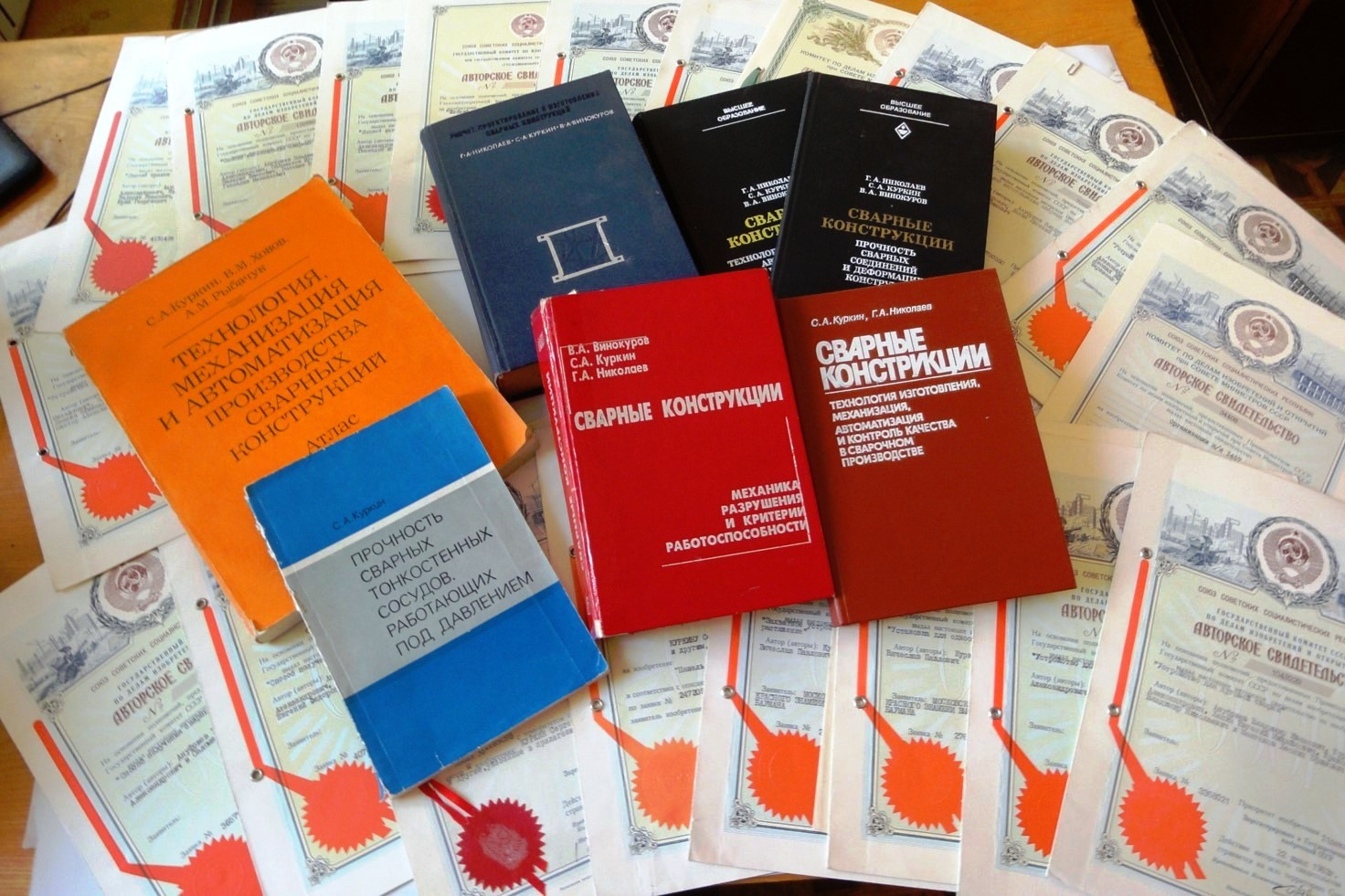
Некоторые публикации С. А. Куркина. 2000 г.

- Николаев Г. А., Куркин С. А., Винокуров В. А. Расчет, проектирование и изготовление сварных конструкций: Учеб. пособие для вузов и фак. — М. : Высш. шк., 1971. — 760 с.
- Куркин С. А. Прочность сварных тонкостенных сосудов, работающих под давлением. — М.: Машиностроение, 1976. — 184 с.
- Николаев Г. А., Куркин С. А., Винокуров В. А. Сварные конструкции. Прочность сварных соединений и деформации конструкций: Учеб. пособие. — М.: Высш. школа, 1982. — 272 с. — 30000 экз.
- Николаев Г. А., Куркин С. А., Винокуров В. А. Сварные конструкции: Технология изготовления. Автоматизация производства и проектирования сварных конструкций: Учеб. пособие для вузов. — М. : Высш. шк., 1983. — 344 с.
- Куркин С. А., Ховов В. М., Рыбачук А. М. Технология, механизация и автоматизация производства сварных конструкций. Атлас. : Учеб. пособие для вузов — М.: Машиностроение, 1989. — 319 с. — 20000 экз.[7]
- Винокуров В. А., Куркин С. А., Николаев Г. А. Сварные конструкции. Механика разрушения и критерии работоспособности / ред. Б. Е. Патон. — М. : Машиностроение, 1996. — 576 с. — ISBN 5-217-02776-2.

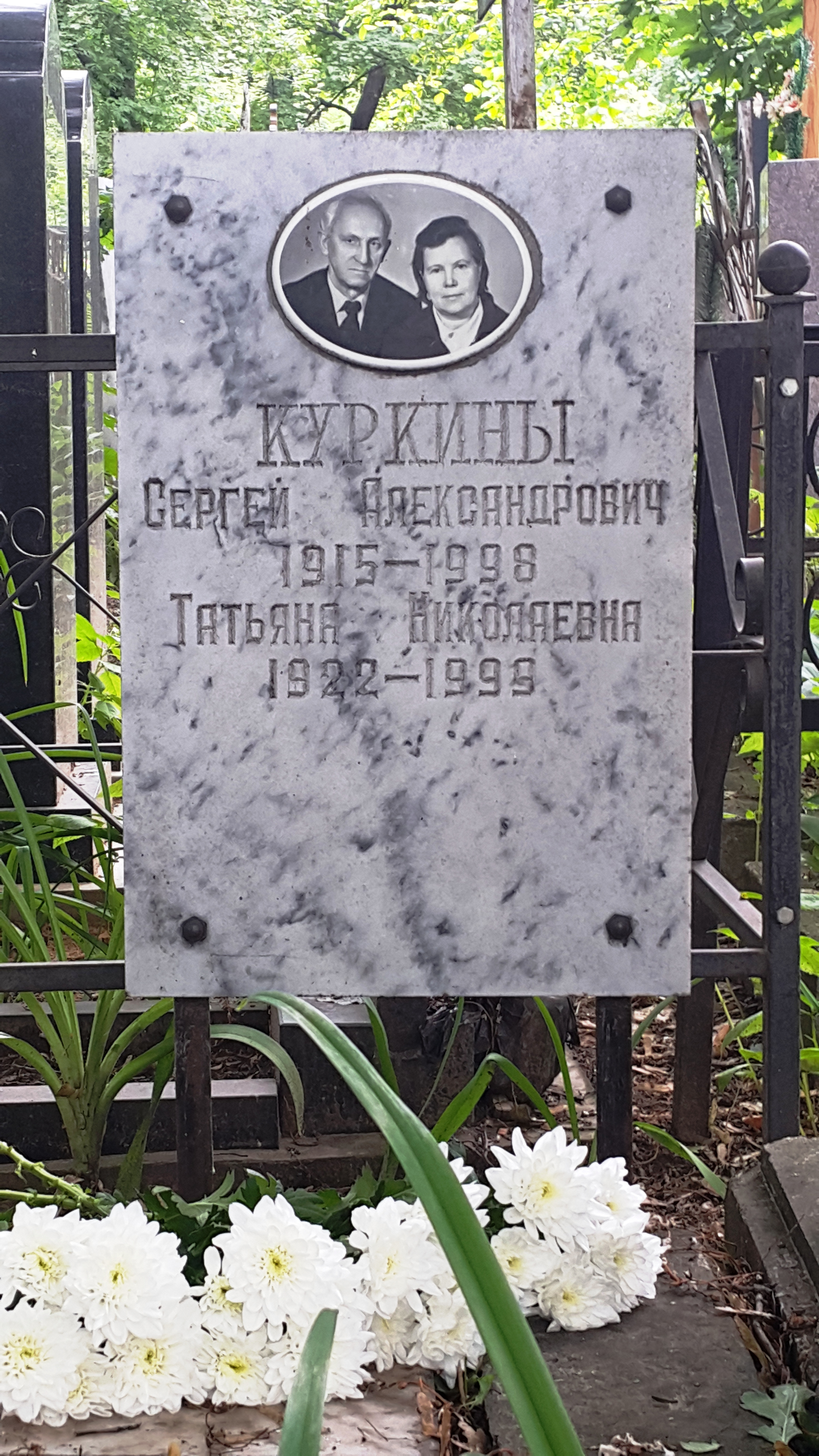
Могила Куркиных. 2016 г.

## Награды и премии
- Орден Отечественной войны II степени (1985), медаль «За боевые заслуги» (1944), медаль «За победу над Германией в Великой Отечественной войне 1941—1945 гг.» (1945), 11 различных юбилейных медалей.
- Заслуженный деятель науки РСФСР (1990).

### Семья
В 1949 году женился на Татьяне Николаевне Соколовой — из семьи школьных учителей. У них выросло три сына: Алексей (1951 г.р.), Николай (1953 г.р.), Борис (1957 г.р.).